# Hôtel d'Aumont-de-la-Vente
L'hôtel d'Aumont-de-la-Vente est un ancien hôtel particulier situé à Argentan, en France.

## Localisation
Le monument est situé dans le département français de l'Orne, au no 15 de la rue Pierre-Ozenne, à 150 m au nord-ouest de l'église Saint-Germain d'Argentan.

## Architecture
La porte est inscrite au titre des monuments historiques depuis le 29 novembre 1948.